# 富山県道7号富山八尾線
富山県道7号富山八尾線（とやまけんどう7ごう とやまやつおせん）は、富山県富山市を通る県道（主要地方道）である。

## 概要

### 路線データ
- 起点：富山市田尻南（田尻交差点、国道8号・富山県道1号富山魚津線交点）
- 終点：富山市八尾町下新町（国道472号交点）

## 歴史
- 1993年（平成5年）5月11日 - 建設省から、県道富山八尾線が富山八尾線として主要地方道に指定される[1]。

## 路線状況

### 重複区間
- 富山県道208号小竹諏訪川原線（富山市石坂 - 富山市田刈屋・田刈屋（東）交差点）
- 富山県道56号富山環状線（富山市田刈屋・田刈屋（東）交差点 - 富山市田刈屋・田刈屋（南）交差点）
- 富山県道35号立山山田線（富山市八尾町黒田・黒田北交差点 - 富山市八尾町黒田・黒田交差点）

## 地理

### 通過する自治体
- 富山市

### 交差する道路
- 国道8号・富山県道1号富山魚津線（富山市田尻南・田尻交差点、起点）
- 富山県道205号練合宮尾線（富山市宮尾）
- 富山県道208号小竹諏訪川原線（富山市石坂）
- 富山県道208号小竹諏訪川原線（富山市田刈屋・田刈屋（東）交差点）
- 富山県道56号富山環状線（富山市田刈屋・田刈屋（東）交差点）
- 富山県道56号富山環状線（富山市田刈屋・田刈屋（南）交差点）
- 富山県道44号富山高岡線（富山大橋西詰）
- 富山県道62号富山小杉線（富山市有沢）
- 国道359号・富山県道56号富山環状線（婦中大橋西詰）
- 富山県道218号館本郷添島線（富山市婦中町添島）
- 富山県道200号井栗谷婦中線（富山市婦中町・萩島）
- 富山県道68号富山外郭環状線（富山市婦中町・萩島西）
- 富山県道134号奥田杉田線（富山市婦中町広田）
- 富山県道35号立山山田線（富山市八尾町黒田・黒田北交差点）
- 富山県道35号立山山田線（富山市八尾町黒田・黒田交差点）
- 富山県道342号中神通井田線（富山市八尾町井田・井田交差点）
- 富山県道25号砺波細入線（富山市八尾町・上井田）
- 富山県道199号掛畑井田新線（富山市八尾町井田新）
- 国道472号・富山県道224号湯八尾線（富山市八尾町下新町・十三石橋交差点、終点）